# 喜阴悬钩子
喜阴悬钩子（学名：Rubus mesogaeus），一名裏白懸鉤子，为蔷薇科悬钩子属的植物。分布于尼泊尔、锡金、日本、不丹、台湾岛、萨哈林岛以及中国大陆的湖北、云南、四川、陕西、河南、贵州、甘肃、西藏等地，生长于海拔900米至2,700米的地区，见于山谷林下潮湿处、山坡及沟边冲积台地。

## 变种
- 喜阴悬钩子（原变种）
- 腺毛喜阴悬钩子
- 脱毛喜阴悬钩子